# Холодний собака
Холодний собака (нім. Kalter Hund, англ. hedgehog slice) — відомий у Німеччині, Італії та деяких інших країнах солодкий десерт з печива і шоколадного крему. Назва «холодний собака», за деякими версіями, походить від назви в німецькій мові рудничних вагонеток Hunt, співзвучного слову Hund — «собака». Для приготування страви не потрібне випікання чи інша термічна обробка (тобто страва є «холодною»), і в готовому вигляді за формою вона нагадує мініатюрну версію вагонетки.
Крім німецького «Kalter Hund», існує багато альтернативних назв цієї страви — серед інших, «лукулл» (Lukullus, від імені римського гурмана-полководця Луція Ліцинія Лукулла), «холодна морда» (нім. Kalte Schnauze), «чорний Петер» (нім. Schwarzer Peter) та інші. В англійській мові в назві згадується їжак (англ. Hedgehog slice).
Для приготування страви використовується какао-маса, яку отримують за допомогою розтоплення та змішування дрібних шматочків шоколаду і вершкового або кокосового масла із додаванням цукрової пудри, подрібненого мигдалю та шоколадної стружки, а також цілі шматки здобного печива, які викладають у форму для виготовлення кексів в декілька шарів, змазуючи кожен шар какао-масою. Потім цю форму з її вмістом кілька годин охолоджують в холодильнику. В процесі охолодження печиво розм'якшує наче бісквіт, в результаті чого готова холодна собака нагадує шоколадний торт.
В Італії є подібний десерт під назвою salame di cioccolato, але всередині шматочки печива, а не ціле печиво, як в німецькому варіанті.